# 優先
| ウィキペディアには「優先」という見出しの百科事典記事はありません（タイトルに「優先」を含むページの一覧/「優先」で始まるページの一覧）。 代わりにウィクショナリーのページ「優先」が役に立つかもしれません。 |